# Le Bal de Béatrice d'Este
Le Bal de Béatrice d'Este est une suite pour ensemble instrumental de Reynaldo Hahn composée en 1905.

## Présentation
À l'instar de Gabriel Pierné, les références au passé, « par de subtiles inflexions, par la stylisation d'un rythme ou d'une ligne mélodique », sont une constante dans l’œuvre musicale de Reynaldo Hahn.
C'est dans cet esprit qu'est composé Le Bal de Béatrice d'Este en 1905, une suite « de petites pièces de figuration et de danse », qui convoque la duchesse milanaise Béatrice d'Este pour un « très joli pastiche de musique ancienne ».
La partition, dédiée à Camille Saint-Saëns, est écrite pour « instruments à vent, deux harpes et un piano ». L'instrumentation précise est : deux flûtes, un hautbois, deux clarinettes, deux bassons, deux cors, une trompette, timbales, percussion (cymbale, triangle), deux harpes et un piano,, soit quinze instrumentistes.
L’œuvre est créée par la Société moderne d'instruments à vent le 28 mars 1905 à Paris, salle des Agriculteurs,, sous la direction de Georges Barrère, et rapidement redonnée, le 13 avril en privé chez Madeleine Lemaire, avec le compositeur au piano, ainsi que le 28 mai en public au Nouveau-Théâtre,.

## Structure
Le Bal de Béatrice d'Este, d'une durée moyenne d'exécution de seize minutes environ, est composé de sept mouvements :
1. Entrée pour Ludovic le More
2. Lesquercade
3. Romanesque
4. Ibérienne
5. Léda et l'Oiseau (Intermède Léonardesque)
6. Courante
7. Salut final au Duc de Milan

## Analyse
Le premier mouvement, Entrée pour Ludovic le More, évoque la cour de Milan à la fin du XVe siècle, animée par Béatrice d'Este, jeune épouse de Lodovico Sforza dit « Il Moro », au sein de laquelle gravitaient nombre d'intellectuels et d'artistes, tel Léonard de Vinci. Cette pièce d'ouverture est solennelle, en mi bémol majeur, et fait dialoguer « un groupe de quatre instruments avec le tutti de l'ensemble ».
Le deuxième mouvement, Lesquercade, est une sorte de pavane confiée aux bois et au premier cor, soutenus par des arabesques de harpe et de piano, dans laquelle deux thèmes dialoguent « dans un subtil jeu de modulations et d'éclairages harmoniques dans le ton principal de do bémol majeur ».
Le troisième mouvement, Romanesque, est en trois parties. Dans les parties encadrantes, la flûte solo domine, « murmurant une gracieuse mélodie en ut majeur ». La partie centrale est modulante, tandis que la troisième consiste en une reprise variée de la première section.
Le quatrième mouvement, Ibérienne, est de « caractère farouche [et] contraste avec la grâce des mouvements précédents ». Au-dessus d'accords alternés de harpe et piano, la trompette entonne un refrain en ut mineur, « qui par son accentuation crée un brouillage entre une carrure à deux ou à trois temps ». Les couplets, chantants, en ut majeur, contrastent.
Le cinquième mouvement, Léda et l'Oiseau, est une allusion au tableau éponyme de Vinci. Il s'ouvre sur un flot d'arpèges de harpe, puis vient un motif en arabesque des vents qui introduit une « sorte d'arioso susurré par la flûte », avant le retour des arabesques.
Le sixième mouvement, Courante, est construit autour d'une mélodie exposée aux vents, suivie d'une seconde phrase en sol mineur. La section médiane, un trio, est constitué d'un canon entre hautbois et cor, relayés par clarinette et basson, auxquels s'associent le piano de façon ponctuelle. La troisième partie est une reprise du premier volet « se terminant avec le thème principal joué à l'unisson par les vents, soutenus par de volubiles arpèges du piano et des harpes ». 
Le septième et dernier mouvement, Salut final au Duc de Milan, est une reprise abrégée de l'Entrée initiale et « termine l'ouvrage avec panache ».

## Réception et postérité
L’œuvre, publiée par Heugel, est considérée comme une pièce majeure du répertoire pour ensemble d'instruments à vent. 
Émile Vuillermoz souligne qu'elle « sonne avec une magnificence, une souplesse et une richesse admirables ». Philippe Blay note pour sa part que c'est l'une des « œuvres phares » de Reynaldo Hahn, y louant la couleur préraphaélite de l'ouvrage, « aux tons clairs et vifs, minutieusement écrit ».
René Dumesnil apprécie également cette « suite pour orchestre très délicatement colorée et d'une grâce très sûre. Reynaldo Hahn est un fervent admirateur de Mozart : preuve de goût qui se constate dans toute son œuvre, car sans intention de pastiche (on n'imite pas Mozart), ici et là on retrouve comme un écho lointain du maître de Salzbourg ».
Le 11 avril 1907, la pièce est donnée chez la princesse de Polignac, sous la direction du compositeur. Le soir même, Marcel Proust, qui était dans l'auditoire, écrit à son ami que « pour la première fois [il a compris] ce que veut dire une jolie orchestration et [qu'il n'a] jamais vu tant de puissance dans la pureté ».
En 1909, à l'invitation de la reine Alexandra, Hahn dirige au palais de Buckingham la suite, réclamée « deux fois de suite en son entier, ».
Le Bal de Béatrice d'Este est régulièrement à l'affiche des concerts jusqu'à la fin des années trente. Aux environs de 1936, Reynaldo Hahn l'enregistre avec un orchestre de chambre Gramophone pour la firme Japanese Victor.

## Discographie
- Reynaldo Hahn : Œuvres pour ensembles, Ensemble Initium, Orchestre des Pays de Savoie, Nicolas Chalvin (dir.), Timpani 1C1231, 2015.
- Poulenc et Hahn, avec l'Aubade et la Sinfonietta de Poulenc, New London Orchestra, Ronald Corp (dir.), Hyperion CDA66347, 1989.

### Ouvrages généraux
- Philippe Blay, Reynaldo Hahn, Paris, Fayard, 2021, 712 p. (ISBN 2-213-62262-0).
- René Dumesnil, La musique contemporaine en France, t. I, Paris, Armand Colin, 1930, 218 p.
- Rodney Winther, An Annotated Guide to Wind Chamber Music : For Six to Eighteen Players, Miami, Warner Bros Publications, coll. « Donald Hunsberger Wind Library », 2004 (ISBN 0-7579-2401-8).